# Matthew Kaminski

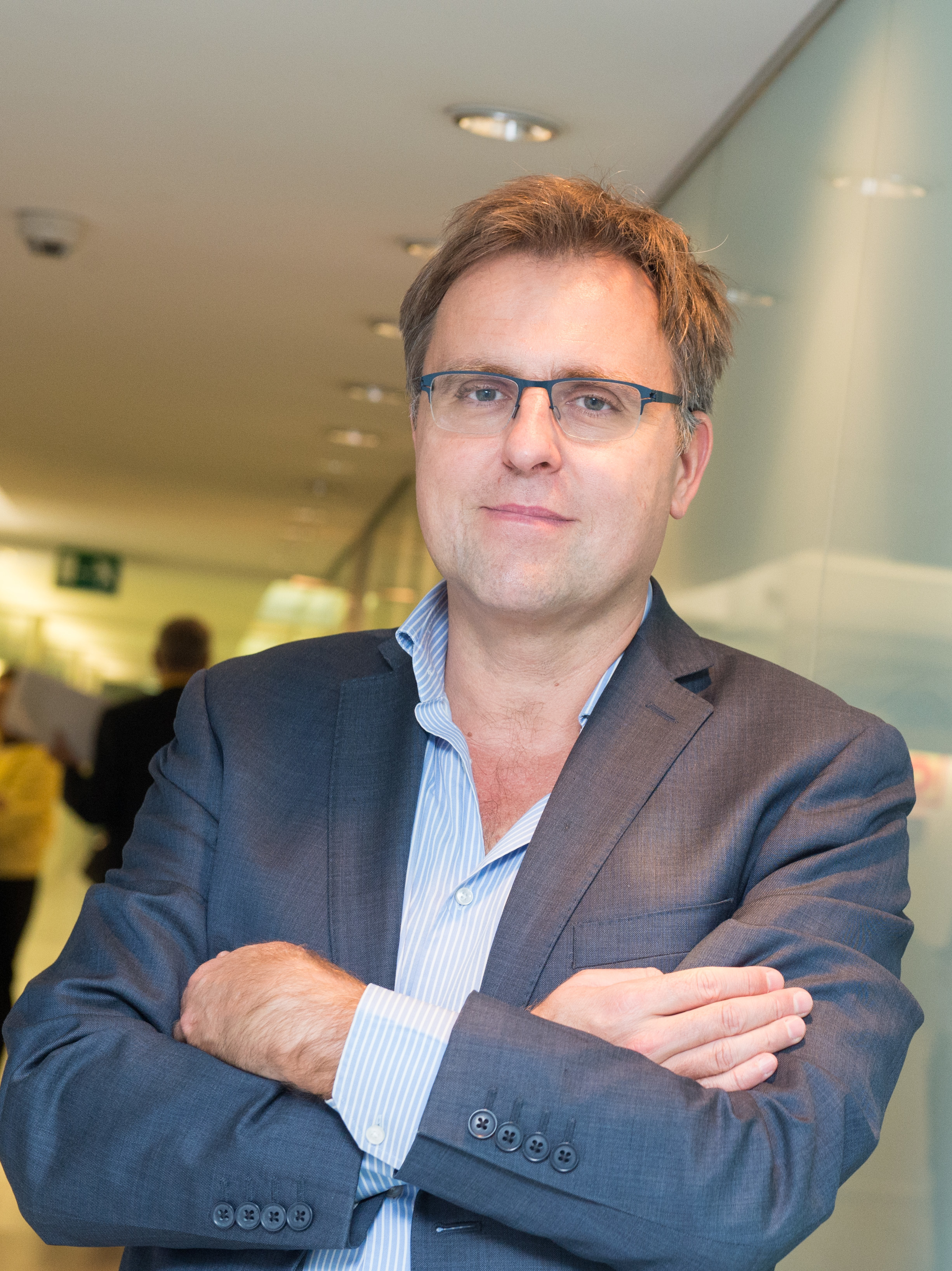
Matthew Kaminski (2017)

Matthew Kaminski (* 11. November 1971 in Warschau) ist ein in Polen geborener US-amerikanischer Journalist. Er ist Mitbegründer des europäischen Wochenmagazins Politico Europe und ehemaliger Chefredakteur der amerikanischen Tageszeitung Politico. Davor war er Auslandskorrespondent und Meinungsjournalist des Wall Street Journal.

## Jugend und Ausbildung
Kaminskis Vater Bartlomiej Kaminski ist Wirtschaftswissenschaftler und Professor im Ruhestand. Seine Mutter Ewa Kaminski war polnische Radiojournalistin. Er ist Enkel von Włodzimierz Sokorski, eines prominenten kommunistischen Politikers und Schriftstellers.
Nach dem Umzug seiner Familie in die USA 1980 wuchs Kaminski in Washington, D.C. auf und besuchte die Georgetown Day School.
Er erwarb einen Abschluss in Geschichte an der Yale University und einen Master-Abschluss in internationaler Politik am Centre Européen de Recherches Internationales & Stratgégiques (CERIS) der Université libre de Bruxelles.

## Berufliche Tätigkeit
Schon vor seinem College-Abschluss berichtete Kaminski 1993 für die Financial Times (FT) und The Economist über die frühere Sowjetunion. Von 1994 bis 1997 war er Korrespondent der FT in Kiew.

### Wall Street Journal
Kaminski begann 1997 beim Wall Street Journal in Brüssel, wo er über Mittel- und Osteuropa berichtete, später über die Europäische Union und die NATO. 2002 wechselte er in den Bereich Editorial und wurde von Paris aus für die Leitartikelseite der europäischen Ausgabe zuständig. Seine Kolumne über die EU gewann 2004 den vom German Marshall Fund vergebenen Peter-Weitz-Preis, wobei ihm „außerordentliches Talent beim Erfassen der Komplexität eines sich vereinenden Europas auf der Suche nach Identität“ bescheinigt wurde.
2008 wechselte er nach New York und konzentrierte sich auf Außenpolitik, Longform-Journalismus, Interviews und das Militär. Seine Berichte zur Ukrainekrise 2014 erhielten einen Preis des Overseas Press Club. Ein Artikel, der Russlands Angriff auf die Ukraine dokumentierte und eine robustere Reaktion des Westens forderte, gelangte 2015 ins Finale des Pulitzer-Preises in der Kategorie Kommentar.

### Politico Europe
Kaminski war Gründungsherausgeber von Politico Europe, entstanden 2014 als gemeinsames Projekt der Verlagsgruppe Axel Springer mit Politico LLC in Washington. Zwei Jahre später wurde Politico Europe laut einer BCW-Umfrage die „einflussreichste“ Publikation zur europäischen Themen.

### Politico
Nach seiner Ernennung zum Chefredakteur von Politico in Washington 2019 führte Kaminski die Zeitung durch zwei US-amerikanische Präsidentschaften und die COVID-19-Pandemie und während ihres Verkaufs an Axel Springer Ende 2021.
Unter seiner Leitung berichtete Politico über die Aussetzung der Militärhilfe an die Ukraine, mutmaßlich um Druck auszuüben, gegen Beau Biden zu ermitteln, die zum ersten Amtsenthebungsverfahren gegen Donald Trump führte. 2022 veröffentlichte politico einen Entwurf des Obersten Gerichtshofes der Vereinigten Staaten, die Grundsatzentscheidung Roe v. Wade aufzuheben, der später durch den Vorsitzenden John Roberts bestätigt wurde. Unter Kaminski gewann Politico vier George Polk Awards für die Berichterstattung zur COVID-19-Pandemie, den Obersten Gerichtshof und zu Umweltthemen. Die Berichterstattung über den Obersten Gerichtshof erreichte 2023 das Finale des Pulitzer-Preises.
Im Juli 2023 informierte POLITICO, Kaminski gebe die Position des leitenden Herausgebers auf und wolle sich auf das Schreiben und andere Aktivitäten konzentrieren. Er schreibt weiterhin zu globalen Themen, zu amerikanischer und europäischen Themen, über nationale Sicherheit und Geopolitik.
Kaminski gehört der Geschäftsführung der World.Minds in Zürich an, die ebenfalls zu Axel Springer gehört.

## Privates
Kaminski ist mit der französischen Schriftstellerin und Journalistin Alexandra Geneste verheiratet und lebt in Washington. Er hat zwei Kinder.

## Auszeichnungen
- Peter-Weitz-Preis (2004)
- Best Commentary, Overseas Press Club (2014)